# Semi-waterveld
Een semi-waterveld is een mat die onder andere wordt gebruikt voor hockey. Het is gemaakt van korte polyethyleenvezels en de mat is half gevuld met een dunne zandlaag. Doordat de vezel licht krult wordt het zand vrijwel volledig afgedekt.
Het veld wordt beregend (besproeid) en lijkt daardoor bij bespeling op een waterveld. Het is vlak en snel. Omdat voor een semi-waterveld een zachtere fundering gebruikt kan worden zijn de aanlegkosten ongeveer de helft lager dan die van een waterveld. De poolhoogte van een semi-waterveld is lager, ongeveer 20 mm. Er zitten ongeveer 28 steken op de 10 cm, waardoor een dichtere mat ontstaat. Er wordt minder zand gebruikt dan bij een zandveld, ongeveer 12 kilo per m².